# Yvonne e Christine Lerolle al piano
Yvonne e Christine Lerolle al piano è un dipinto del pittore francese Pierre-Auguste Renoir, realizzato nel 1897 e conservato al Musée de l'Orangerie di Parigi.

## Descrizione
Il dipinto, portato a termine nel 1897, venne acquistato da Henri Roujon durante la rassegna dedicata al pittore. Sollecitato da Stéphane Mallarmé, Roujon intendeva creare una collezione di artisti viventi, di arte contemporanea dunque, da esporre permanentemente al palazzo del Lussemburgo, a Parigi: si tratta questo di un dettaglio che ci fa ben comprendere come alla fine dell'Ottocento Renoir fosse ormai diventato uno degli artisti francesi più noti. Oggi il dipinto è esposto presso il Musée de l'Orangerie.
Così come il precedente Jeunes filles au piano, anche Yvonne e Christine Lerolle al piano è assai significativo sul piano formale siccome la materia pittorica qui non è più trattata con lo stile severamente lineare del decennio precedente, ma con una rinnovata freschezza ed un recupero delle armonie cromatiche proprie della fase impressionista del pittore. A essere ritratto è un tema ottimistico molto amato dal collezionismo borghese: quello delle fanciulle immerse in un'atmosfera domestica, intente in giochi, letture o - come in questo caso - esercizi musicali. Renoir descrive con grande minuzia vari particolari dell'ambiente domestico in cui si trovano le ragazze, soffermandosi soprattutto sui due quadri appesi alla parete, nella fattispecie Fantini alla partenza e Gruppo di ballerine, entrambi di Degas. Il colore dominante è il bianco dell'abito della ragazza in primo piano, che tuttavia non si risolve nella soffusa luminosità che inondava le Jeunes, determinando un'atmosfera tutto sommato fredda.
Sono diversi i modelli iconografici a cui si rivolge Renoir in questa tela. Trasparente è il riferimento alle pitture della contemporanea Berthe Morisot, pittrice impressionista che amava dipingere scene domestiche di questo tipo: nell'Ottocento, in effetti, la casa assunse significati inediti, e divenne un posto dove rifugiarsi dalle frenesie alienanti e spersonalizzanti della civiltà moderna. La scena, nel suo insieme, si ricollega anche alle scene di genere dei pittori olandesi del Seicento, soprattutto Vermeer, autore di dipinti che si distinguono per la loro mansueta, perlacea pacatezza.